# Mirrors (album Misery Signals)
Mirrors – trzeci album amerykańsko-kanadyjskiego zespołu Misery Signals grającego metalcore. Wydany został 22 sierpnia 2006 r. przez Ferret Records. Jest to pierwszy album z nowym wokalistą, Karl Schubachem, który dołączył do grupy po odejściu Jesse Zaraska.

## Lista utworów
1. "Face Yourself" – 4:51
2. "The Failsafe" – 5:21
3. "Post Collapse" – 3:59
4. "Migrate" – 2:29
5. "One Day I'll Stay Home" – 4:05
6. "Something Was Always Missing, But It Was Never You" – 4:01
7. "Reverence Lost" – 3:45
8. "Sword of Eyes" – 5:15
9. "An Offering To The Insatiable Sons Of God (Butcher)" – 4:19
10. "Anchor" – 3:38
11. "Mirrors" – 7:44

## Wykonanie
- Karl Schubach - wokal
- Patrick Stump - dodatkowy wokal w piosence "One Day I'll Stay Home"
- Ryan Morgan - gitara elektryczna
- Stuart Ross - gitara
- Kyle Johnson - gitara basowa
- Branden Morgan - perkusja